# Comuna Seleț, Narodîci
Seleț (în ucraineană Селецька сільська рада) este o comună în raionul Narodîci, regiunea Jîtomîr, Ucraina, formată din satele Bulev și Seleț (reședința).

## Demografie
Componența lingvistică a comunei Seleț
     Ucraineană (98,46%)
     Rusă (1,03%)
     Alte limbi (0,52%)
Conform recensământului din 2001, majoritatea populației comunei Seleț era vorbitoare de ucraineană (98,46%), existând în minoritate și vorbitori de rusă (1,03%).